# Polysoma lithochrysa
Polysoma lithochrysa är en fjärilsart som först beskrevs av Edward Meyrick 1930.  Polysoma lithochrysa ingår i släktet Polysoma och familjen styltmalar.
Artens utbredningsområde är:
- Uganda.
- Zimbabwe.

Inga underarter finns listade i Catalogue of Life.